# De/Vision
De/Vision — немецкий музыкальный дуэт. Их музыку относят[кто?] к жанрам synth-pop, future-pop, electro, сами участники называют свой стиль progressive-pop-rock, а своими вдохновителями они считают такие жанры как crossover, techno, trance и hip-hop. Некоторые[кто?] причисляют группу к прародителям электро-поп-рока Германии.

## История группы

### Начало карьеры
Группа De/Vision образовалась в 1988 году в пригороде немецкого города Дармштадт. Это был квартет, состоящий из Штеффена Кета (Steffen Keth), Томаса Адама (Thomas Adam), Маркуса Ганссерта (Markus Ganssert) и Стефана Блендера (Stefan Blender). Группа выступала на разогревах популярных немецких электронных групп (Camouflage, Die Krupps, Psyche) и продавала свои демо-кассеты под названием «Tears of Missing Days». Вскоре De/Vision обратились к менеджеру Лоренцу Макке (который впоследствии стал постоянным менеджером группы) и вместе с ним создали лейбл «Synthetic Product Records», на котором в 1990 году вышел их первый сингл — «Your Hands on My Skin». В 1991 году Стефан женился и ушёл из группы из-за нехватки времени на репетиции и выступления. Вскоре, несмотря на это, группа выпустила свой второй сингл — «Boy on the Street». Оба диска не обрели большой популярности из-за плохой рекламной кампании.

### Первые альбомы
Весной 1993 года De/Vision подписали контракт с независимым лейблом «Strange Ways Records», благодаря чему группа получила возможность представить свою музыку гораздо большей аудитории. В том же году вышел их третий сингл — «Try to Forget». Он сразу обрёл огромную популярность во всех ночных клубах Германии и на фоне его успеха, в 1994 году, группа представила свой первый альбом под названием «World without End». Вслед за альбомом последовали 2 сингла: «Dinner Without Grace» и «Love Me Again». В 1995 году De/Vision выпустили ещё один сингл «Blue Moon», а сразу за ним второй альбом — Unversed in Love. Такая продолжительная творческая плодовитость и популярность в эфирах радиостанций, ночных клубах, хит-парадах сделали De/Vision самой популярной группой в Германии. В августе 1995 года вышел EP «Boy on the Street» и 7-й сингл — «Dress Me When I Bleed», а немного позже сборник «Antiquity», после которого последовало турне группы, результатом которого стал Live-CD под названием Live Moments We Shared, выпущенный в 1996 году. В том же году De/Vision представили синглы «Sweet Life» и «I Regret» и альбом «Fairyland?», а в 1997 году выпустили Live-CD Fairylive!, созданный по мотивам «Fairyland?»-турне. Тогда же De/Vision подписали контракт с «WEA Records» — крупным звукозаписывающим лейблом.

### Крупный контракт
Опасения, что переход от независимого к коммерческому лейблу может негативно сказаться на творчестве группы, не оправдались: выпущенные в 1998 году диски: синглы «We Fly…Tonight» и «Strange Affection», а также альбом «Monosex» полностью развеяли все сомнения — «Monosex» попал в «Media Control Charts» на 30-ю позицию, где продержался месяц. 17 ноября 1998 года De/Vision отметили своё 10-и летие выпуском CD «Zehn», содержащим различные версии самых популярных песен группы.
В 1999 году должен был состояться релиз сингла «Blue Moon '99», на котором известная ранняя песня была спета и перемикширована заново, специально для нового альбома, однако из-за разногласий со звукозаписывающей компанией он так и не вышел официально, а большая часть уже отпечатанного тиража была уничтожена. Вместо него в 2000 году вышел сингл «Foreigner» с точно такой же обложкой и двумя треками из «Blue Moon '99». Всего в 2000 году De/Vision выпустили 3 диска: это синглы «Foreigner» и «Freedom», а также альбом «Void», спродюсированные Георгом Калевом. Альбом получился неоднозначным — с одной стороны, он был коммерчески успешным, но с другой стороны среди фанатов группы он был встречен не очень хорошо. De/Vision изменили своё прежнее звучание, введя активное использование электрогитар и ударных установок, что не понравилось множеству фанатов. В группе возникли разногласия и вскоре ещё один участник, Маркус, покинул группу. Осенью 2000 года на свет появился проект Green Court feat. De/Vision, вокалистом которого выступил Штеффен. Проект был довольно успешным — два выпущенных сингла «Shining» и «Take My Breath Away» оказались очень популярными.

### Продолжение экспериментов
В 2001 году Штеффен и Томас перешли на новый независимый лейбл — «Drakkar Records» и в этом же году выпустили сингл «Heart-shaped Tumor» вместе с альбомом «Two» — первым альбомом, выпущенным De/Vision в качестве дуэта. В этом альбоме группа продолжила экспериментировать с гитарами и ударными установками, но более осторожно, чем в «Void».
2002 год был отмечен появлением гитариста Ларса Баумгардта и барабанщика Ахима Фарбера как гастрольных ассистентов De/Vision, а также выступлениями в клубах, результатом которых стал CD «Remixed», содержавший ремиксы самых популярных песен группы. Также De/Vision выпустили 2 Live-CD: «Live '95 & '96» с записями выступлений De/Vision и мини-альбом «Live Unplugged», содержащим песни группы в акустическом исполнении.
30 июня 2003 года Лоренц Макке и De/Vision заявили о прекращении многолетнего сотрудничества и группа осталась без менеджера , пользуясь лишь услугами тур-менеджера Яна Винтерфельда. Тем временем De/Vision представили новый альбом «Devolution» (спродюсированный Джозефом Бахом, микшировали альбом — Джозеф Бах и Арне Шуманн), два сингла: «Drifting Sideways» и «I Regret 2003», а также Live-CD со своего Devolution-турне под названием «Devolution Tour — Live 2003». В «Devolution» группа полностью возвратила своё электронное звучание, используя электрогитару и барабанную установку только на концертах.
В 2004 году выходит альбом «6 Feet Underground» (спродюсированный уже Бахом и Шуманном вместе), а также промосингл «Unputdownable» и сингл «I’m Not Dreaming of You». Впервые группа назвала альбом по названию одной из песен. Вот что сказал Томас в интервью российскому сайту Shout! во время очередного приезда в Москву: «В этот раз мы решили назвать альбом по имени одной из песен, так мы никогда не делали раньше. I’m Not Dreaming of You — это очень атмосферная песня, которая очень нравится нам обоим и мы просто подумали, что „6 Feet Underground“ может быть весьма милым и прикольным названием…»
В 2005 году De/Vision выпустили сингл «Turn Me On» и промосингл «The End».
2006 год был отмечен выходом альбома «Subkutan» и промосингла «Love Will Find a Way», а также сборника «Best Of…», содержащего, помимо различных версий популярных песен группы, также популярные ремиксы на эти песни, а также два новых трека — «Breathless» и «Love Will Find a Way».
6 июля 2007 года вышел промосингл «Flavour of the Week», а 24 августа новый альбом группы под названием «NOOB».
В мае 2008 года De/Vision отметили двадцатилетие со дня образования и организовали по этому поводу специальное выступление в Берлине. На этом электронном сете группа исполнила довольно много песен, которые они не играли на концертах в течение долгого времени, среди них: «Free from Cares», «Take Me to the Time» и даже «Call My Name» и такие классические песни как «Try To Forget», «Your Hands On My Skin». Также были исполнены и более поздние произведения. На официальном сайте De/Vision по этому поводу написано следующее: «Мы никак не ожидали, что такое большое количество поклонников со всех континентов съедется в Берлин, чтобы праздновать с нашими друзьями и нами. Ещё раз огромное и отдельное „СПАСИБО ВАМ“ за незабываемый вечер!».

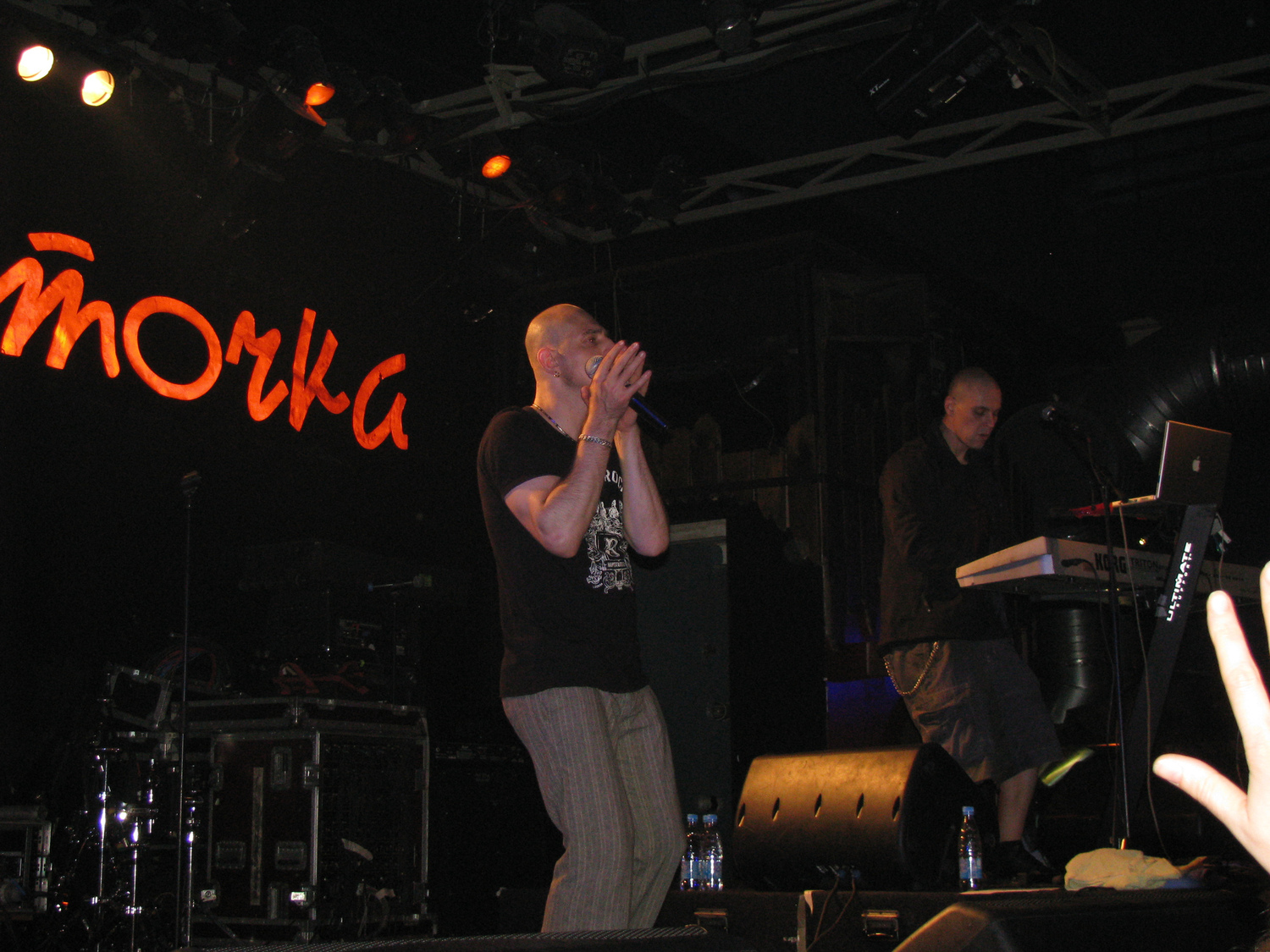
De/Vision на выступлении в Москве, 26 сентября 2009

В январе 2009 года De/Vision, совместно с компанией Metropolis Records, выпустили свой последний альбом «NOOB» в Северной Америке. Альбом отличается от европейского релиза полуторагодовой давности наличием бонусных треков.
В этот период группа много гастролировала. Весь январь она давала концерты в Соединённых Штатах, затем переехала в Европу, где побывала в Испании, Швейцарии, Польше и в родной Германии (там прошла основная часть европейского турне).
После небольшого тайм-аута De/Vision приехали в Россию, где дали серию концертов. Они посещают Краснодар, Санкт-Петербург, Воронеж, Волгоград, Ростов-на-Дону, Рязань, Калининград, Москву и Екатеринбург. Московский концерт прошёл в клубе «Точка». В декабре группа посетила Мексику.

### Возвращение к истокам
К 2010 году De/Vision подготовили свой новый альбом под названием «Popgefahr». Над ним вместе с группой вновь трудились уже известные, Арне Шуманн и Джозеф Бах. По словам участников проекта, результатом их сотрудничества стали «…десять жемчужин электропопа…». Также группа объявила об основании собственного звукозаписывающего лейбла — «POPGEFAHR RECORDS».
2011 год принёс пополнение в копилку ремиксов. Был выпущен альбом «Popgefahr — The Mix» в двух версиях и ограниченное издание «The Mix 3.0», куда вошли ремиксы только на композиции из альбома «Popgefahr».
В 2012 году группа представила свой следующий альбом «Rockets & Swords».
2013 год — год 25-летия группы. В этом же году группа закрыла свой постоянный официальный сайт в сети интернет и присоединилась в проекту PledgeMusic. На страницах этого проекта группа сообщила о планах по записи концертного альбома «25 Years — Best of…Tour 2013», который собираются выпустить на DVD и CD носителях. Кроме концертных записей планируется также выпустить буклет с рассказами и фотографиями, которые расскажут поклонниками творчества De/Vision о том, что скрыто от их глаз. Релиз был выпущен весной 2014 года.
2016 год -  на 27 мая 2016 запланирован выпуск тринадцатого по счёту полноформатного альбома. Название вполне в духе De/Vision - "13".
Альбом впервые вышел на виниле и в цифровом варианте. В альбоме в варианте DeLuxe выпущено 17 новых песен. Также одновременно с альбомом выходит Promo сингл "Who Am I".
В мае 2018 года состоялся релиз сингла ‘They Won’t Silence Us’, месяц спустя - новый студийный альбом Citybeats. В поддержку новой пластинки группой было предпринято турне, начавшееся в апреле 2018 года и завершающееся в феврале 2019 года.

## Дискография

### Полноформатные альбомы
- World Without End (1993)
- Unversed in Love (1995)
- Fairyland? (1996)
- Monosex (1998)
- Void (1999)
- Two (2001)
- Devolution (2003)
- 6 Feet Underground (2004)
- Subkutan (2006)
- Noob (2007)
- Popgefahr (2010)
- Rockets & Swords (2012)
- "13" ( 2016)
- "Citybeats" (2018)

### Переиздания, сборники, ремиксы и концертные альбомы
- Antiquity (1995)
- Live Moments We Shared (1996)
- Fairylive! (1997)
- Zehn (1998)
- Unplugged (2002)
- Remixed (2002)
- Live '95 & '96 (2002)
- Devolution Tour — Live (2003)
- Best Of … (2006)
- Da Mals (2007)
- Popgefahr — The Mix (DE/US Edition) (2011)
- Popgefahr — The Mix 3.0 (2011)
- Strange Days (Box Set) (2013)
- Instrumental Collection (Box Set) (2014)
- 25 Years — Best of Tour 2013 (2014)
- Unfinished Tape Sessions (2014)

### Синглы и мини-альбомы
- Your Hands on My Skin (1990)
- Boy on the Street EP (1992)
- Try to Forget (1993)
- Dinner Without Grace (1994)
- Love Me Again (1994)
- Blue Moon (1995)
- Boy on the Street EP Re-release(1995)
- Dress Me When I Bleed (1995)
- Sweet Life (1996)
- I Regret (1996)
- We Fly…Tonight (1998)
- |Strange Affection (1998)
- Hear Me Calling — Promo (1998)
- Blue Moon '99 — Promo (1999)
- Foreigner (2000)
- Freedom (2000)
- Heart-Shaped Tumor (2001)
- Lonely Day — Promo (2002)
- Miss You More (2002)
- Drifting Sideways (2002)
- Digital Dream EP (2003)
- I Regret 2003 (2003)
- Unputdownable — Promo (2004)
- I’m Not Dreaming of You (2004)
- Turn Me On (2004)
- The End — Promo (2005)
- Love Will Find a Way — Promo (2006)
- Flavour of the Week — Promo (2007)
- Rage/Time to Be Alive (2010)
- Twisted Story (2011)
- Brotherhood Of Man 'Promo' (2012)
- Kamikaze — Promo (2012)
- Brothers In Arms 'Promo' (2014)
- Who Am I ( 2016)

Видео
- Unplugged and the Motion Pictures [PAL] (2003)
- Pictures of the Past [NTSC] (2003)